# Вела Ушева
Вела Илиева Ушева е българска актриса.

## Биография
Родена е в София на 1 септември 1895 година. Дъщеря е на Елена Ушева. През 1920 година завършва театралната школа „Мария Зеебах“ в Берлин. През 1923 година дебютира в театър „Ренесанс“ в ролята на Жената в постановката на Гео Милев „Маса човек“ от Ернст Толер. През 1921-1922 година играе на сцената на Варненския общински театър, а от 1923 до 1929 година – в Народния театър. През 1930 година специализира театрално изкуство в Париж. Почива на 22 април 1979 година в София.

## Роли
Вела Ушева играе множество роли, по-значимите са:
- Аглая – „Идиот“ на Фьодор Достоевски
- Олга – „Три сестри“ на Антон Чехов
- Г-жа Илиева – „Големанов“ на Ст. Л. Костов
- Коринтска жена – „Медея“ на Еврипид
- Лейди Милфорд – „Коварство и любов“ на Фридрих Шилер[1]

## Филмография
Участва с ролята на Севдана във филма на Николай Ларин „Под старото небе“ (1922).